# Biochip
Biochip é um conjunto de pequenos microarranjos colocados num substrato forte para obtenção de informação. Contém milhões de elementos sensores ou biossensores.

## Uso de Biochip para controle de animais
Antigamente os donos de animais domésticos como cães e gatos e utilizam ainda a coleira com uma plaquinha de identificação caso seu animal se perdesse nas ruas. Mas como elas podem ser removidas, alguém poderia retirar a identificação e ficar com o animal ou vende-lo.
Hoje, desenvolveram um microchip similar ao código de barra e as fitas magnéticas como uma forma de identificação automática. Esses biochips podem implantados por meio cirúrgico ou de injeção.
Esses chips transmitem os dados via rádio frequência (RFID) contendo a identificação do animal, endereço, nome dos donos e outros dados necessário para o controle.
As cidades do litoral norte de São Paulo já estão com previsão para o início da instalação desses chips nos animais devido ao grande número de animais perdidos nas ruas, após a data estipulada pela prefeitura para a instalação dos chips, os animais encontrados nas ruas que forem recolhidos e identificados, o dono terá que pagar uma multa para a retirada do animal.
O chip possui o tamanho de um grão de arroz e é biocompatível com o organismo animal para que não há rejeição. O circuito não possui nenhuma bateria e só funciona quando é activado por rádio frequência para ser monitorado.
O dispositivo de leitura é um dispositivo de varredura (scanner) que ao mandar um sinal de baixa frequência, recebe de volta um número de identificação e as informações de um banco de dados são lidas num display LCD. Com isso a prefeitura poderá fazer o controle de animais nas ruas, ter as informações dos animais, vacinas e dos donos e diminuir o número de animais abandonados.

## Biochip usado em seres humanos
Há também um biochip criado para controle de tratamento de pessoas com câncer. Esse chip é implantado em tumores cancerígenos que através dele é feito o controle em tempo real do paciente, dando informações sobre a dose exata de radiação e o alvo para onde o tratamento deve prosseguir.
Esse biochip troca informações via wireless, essa tecnologia ajuda a aumentar a eficiência no tratamento ajudando a reduzir a dose de radiação à qual os pacientes vão receber eliminando de forma plena os tumores.
Esse biochip também funciona com a tecnologia RFID que sem o uso de baterias, facilita a sua miniaturização.

## Biochip de uso Genético
A empresa japonesa Toshiba Corporation desenvolveu um no Chip capaz de detectar moléculas de DNA em baixas concentrações.
Este chip é um aparelho com sensores capazes de detectar moléculas DNA na amostra que estiver sendo analisada. O novo chip DNA integra seus sensores com circuitos CMOS tradicionais, os mesmos usados em microprocessadores comuns, usados em computadores e em aparelhos eletrônicos.
Estes chips usam elétrodos como sensores para detectar o DNA na forma de corrente eletroquímica que é transmitida para um analisador de genes automático. Quando a concentração de DNA é baixa, a corrente detectada é muito fraca, estando sujeita a interferências quando transmitida para o analisador, o que resulta numa análise incompleta. Com isso, os chips atuais exigem a amplificação do DNA até níveis que atendam à sua capacidade de funcionamento. O novo chip da Toshiba integra um circuito CMOS detector de sinais com cada sensor. Esta estrutura reduz a perda de sinal causada por ruídos e interferências externas, mesmo quando o sinal detectado é fraco.

## Biochip utilizado em laboratórios
Alguns Cientistas usaram a tecnologia usada na leitura dos discos rígidos de computador para desenvolver um novo biochip capaz de analisar amostras biológicas com uma precisão inédita. Esse novo biochip utiliza o efeito da magnetorresistência colossal (MRC), empregado nas cabeças de leitura dos discos rígidos de computadores. Agora uma equipe de quatro universidades norte-americanas utilizou a mesma tecnologia para construir um biochip que consegue detectar aglomerados magnéticos de dimensões microscópicas. A precisão herdada da cabeça de leitura dos discos rígidos significa que o novo biochip, que ainda está em fase de construção, é capaz de detectar amostras ainda menores do que as que podiam ser analisadas com outras versões de microlaboratórios.
Com isso podemos esperar no futuro não muito distante, análises clínicas e diagnósticos quase instantâneos e com uma precisão muito grande no qual pode se com isso fazer um tratamento mais eficaz e avaliar o desenvolvimento passo a passo.
Várias pesquisas na área de biochip começaram por volta de 2008, lideradas pelo professor Frank Nelson Crespilho. O biochip consiste em duas fibras de carbono que são inseridas em um cateter e posicionadas dentro da veia. À medida que o sangue passa através do dispositivo, o chip consegue medir, instantaneamente, a concentração de açúcar no sangue. “Há ainda muito o que pesquisar. Estamos em fase de testes. Fizemos uma simulação em ratos, mostrando que é possível ter um componente bioeletrônico implantável, acessível para se fazer monitoramento 24 horas por dia”, comenta Crespilho. http://www5.usp.br/101540/biochip-promete-auxilio-na-luta-contra-a-diabetes/
A intenção é que o dispositivo, futuramente, possa enviar para um relógio ou um celular os valores obtidos na leitura das concentrações de açúcar no sangue. Assim, tanto o paciente como o médico poderiam saber em tempo real o atual quadro da diabetes. “Hoje já se tem monitoramento de batimento cardíaco por celular, por exemplo. Então já é uma realidade. Nós mostramos que é possível fazer, que a prova de conceito deu certo. Agora, nesta segunda etapa, precisamos de recursos e interesse.”
O investimento e as pesquisas do Grupo de Bioeletroquímica e Interfaces do IQSC já trouxeram diversos resultados, inclusive internacionalmente. Os editores da revista ChemElectroChem, da editora alemã Wiley, escolheram o biochip implantável que detecta a concentração de açúcar no sangue como um dos trabalhos mais destacados publicados em todos os periódicos da editora, tornando a pesquisa acessível tanto para a comunidade científica quanto para o público leigo. http://www.chemistryviews.org/details/ezine/7278011/Towards_Implantable_Blood_Sugar_Sensors.html
Apesar da conquista e do grande reconhecimento do trabalho do grupo, o professor Frank Nelson Crespilho é cauteloso. “É muito importante não gerar expectativas acerca dos dispositivos que estamos desenvolvendo. Ainda há várias etapas que precisam ser cumpridas. Tem muita pesquisa pela frente. Ficamos animados com os resultados, mas temos um compromisso com a sociedade e os resultados dependem de estudos até chegar à implementação de fato em seres humanos.”